# 临城镇 (临城县)
临城镇是中国河北省邢台市临城县下辖的一个镇。

## 行政区划
临城镇下辖北街村、东街村、东关村、城里村、洞上村、北程村、南程村、水南寺村、北盘石村、黑沙一村、黑沙二村、补要村、王庄村、支角村、东泥河村、西泥河村、岗头寺村、岗头村、澄底村、射兽村、东贾村、代家庄村、冯村、南盘石村、解村、山下村、薛家庄村、西贾村、陈刘庄村、界沟村、上沟村、两口村、磁窑沟村、岗西东台村、岗西南台村、岗西西台村、岗西北台村、贾家崇村、赵家崇村、陈家崇村、王家崇村、挟泉村、柏沟村、老泉沟村、北驾回村、南驾回村、桑树凹西庄村、桑树凹东庄村、东升村、中驾回村。